# Горго (вулкан)
Горго (монг. Хорго) — згаслий вулкан, що знаходиться в аймаку Архангай в Монголії.

## Опис
Горго розташовується у західній частині вулканічного поля Таріату-Чулуту, що знаходиться на північному схилі Хангайських гір, за 3,5 км на схід від озера Терхиїн-Цагаан-Нуур, разом з яким входить до складу національного парку Горго-Терхиїн-Цагаан-Нуур. Має кратер шириною 180 м. Навколо нього знаходиться лавове поле, датоване 2030 р. до н. е. Лава, що вивергалася з вулкана, перекрила річку Гойд-Терхиїн-гол. При цьому утворилося озеро Терхиїн-Цагаан-Нуур.

## Ресурси Інтернету
- Вулканічне поле Таріату-Чулуту. Global Volcanism Program. Смітсонівський інститут. (англ.)